# 赤平勇人
赤平 勇人（あかひら はやと、1995年9月29日 - ）は、ラグビーユニオン選手。

## 略歴
2014年、青森北高校卒業後、天理大学に入る。
2017年、関西学生代表に選ばれた。
2019年、天理大学卒業後、Honda Heat(現・三重ホンダヒート)に加入。同年12月9日に行われたジャパンラグビートップリーグ総合順位決定トーナメント2回戦のキヤノンイーグルス戦にて途中出場で公式戦初出場を果たす。
2025年5月31日、三重ホンダヒート退団を発表。